# Angophora bakeri

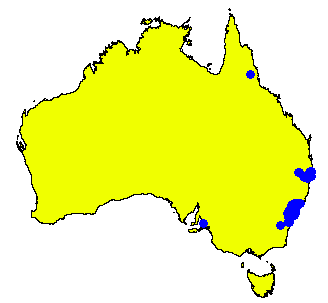

Angophora bakeri ist eine Pflanzenart innerhalb der Familie der Myrtengewächse (Myrtaceae). Sie kommt an der Ostküste von New South Wales vor und wird dort „Narrow-leaved Apple“ oder „Small-leaved Apple“ genannt.

## Beschreibung

### Erscheinungsbild und Blatt
Angophora bakeri wächst als Baum, der Wuchshöhen von bis zu 10 Meter erreicht, oder in der Wuchsform der Mallee-Eukalypten, dies ist eine Wuchsform, die mehr strauchförmig als baumförmig ist, es sind meist mehrere Stämme vorhanden, die einen Lignotuber ausbilden. Die Borke verbleibt am gesamten Baum, ist grau oder blassbraun und kurzfasrig.
Bei Angophora bakeri liegt Heterophyllie vor. Die einfachen Laubblätter sind immer gegenständig an den Zweigen angeordnet. Die sitzenden Laubblätter an jungen Exemplaren sind bei einer Länge von bis zu 7,5 cm und einer Breite von etwa 1,3 cm lanzettlich; sie besitzen steife, einfache Haare sowie borstige Drüsenhaaren (Trichome). An mittelalten Exemplaren sind die Laubblätter gerade, ganzrandig und matt grün. Die Laubblätter an erwachsenen Exemplaren sind in Blattstiel und Blattspreite gegliedert. Ihr Blattstiel ist 3 bis 8 mm lang. Ihre einfache, kahle Blattspreite ist bei einer Länge von 6 bis 10 cm und einer Breite von 0,5 bis 1 cm lanzettlich mit spitzem Spreitengrund und spitzem oberen Ende. Die Blattober- und Unterseite ist verschieden gefärbt. Die Seitennerven stehen in engen Abständen in einem stumpfen Winkel zum Mittelnerv. Die Keimblätter (Kotyledonen) sind fast kreisförmig.

### Blütenstand und Blüte
Endständig auf einem 7 bis 18 mm langen, kahlen oder spärlich steif behaarten Blütenstandsschaft stehen in zusammengesetzten Gesamtblütenständen mehrere Teilblütenstände. Der kahle oder spärliche steif behaarte Blütenstiel ist 4 bis 11 mm lang. Die Blütenknospen besitzen eine Länge von 4 bis 5 mm und einen Durchmesser von 4 bis 6 mm. Die zwittrigen Blüten sind cremeweiß. Der Blütenbecher (Hypanthium) ist glatt oder schwach gerippt. Die vier Kelchblätter sind zu vier Kelchzähnen auf dem Blütenbecher reduziert. Die vier Kronblätter besitzen eine Breite sowie Länge von etwa 3 mm.

### Frucht und Samen
Die gestielte Frucht ist bei einer Länge sowie einem Durchmesser von je 8 bis 10 mm eiförmig oder zylindrisch und meist verjüngt sie sich zur Spitze hin. Der Diskus ist flach und vom Rand des Blütenbechers verdeckt oder auch eingedrückt. Die kniescheibenförmigen Samen sind regelmäßig und abgeflacht, glatt und seidenmatt rot.

## Vorkommen
Das Hauptverbreitungsgebiet von Angophora bakeri befindet sich um Sydney im östlichen New South Wales sowie im äußersten Nordosten des Staates. Die Art kommt weit verbreitet verstreut und örtlich auch häufig vor.
Angophora bakeri gedeiht hauptsächlich auf Sandböden über Sandstein.

## Systematik

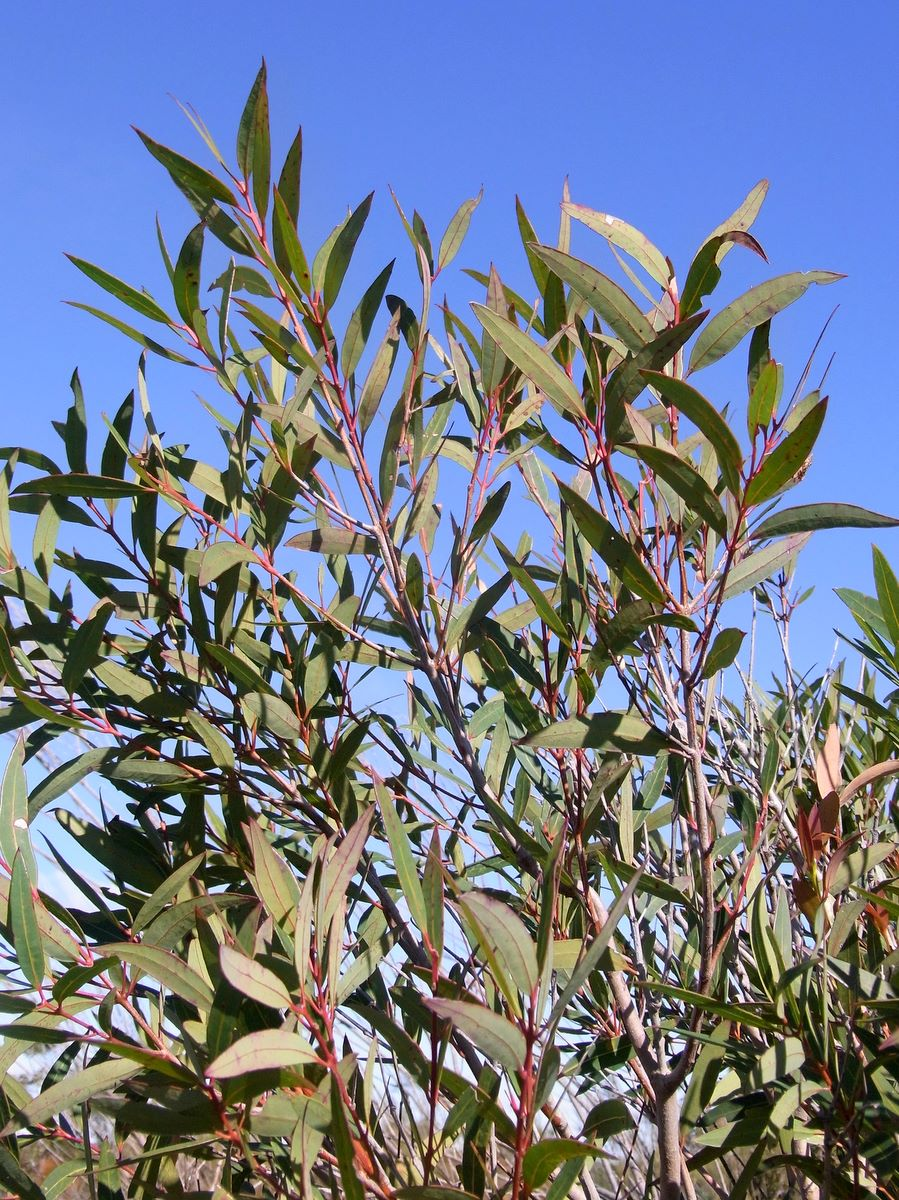
Angophora bakeri subsp. crassifolia

Die Erstbeschreibung von Angophora bakeri erfolgte 1913 durch Carlotta Case Hall in Journal and Proceedings of the Royal Society of New South Wales, Volume 47, S. 101. Das Typusmaterial weist die Beschriftung „Coastal district of New South Wales on Hawkesbury Sandstone around Sydney and usually associated with Eucalyptus haemastoma and corymbosa“ auf. Das Artepitheton bakeri ehrt den australischen Botaniker Richard Thomas Baker (1854–1941).
Synonyme für Angophora bakeri C.C.Hall sind Angophora lanceolata var. angustifolia A.Gray, Angophora bakeri C.C.Hall subsp. bakeri und Eucalyptus angustata Brooker.
Laut "Australian Plant Name Index" 2006 gibt es von Angophora bakeri zwei Unterarten, laut "World Checklist of Selected Plant Families" 2008 sind diese jedoch als eigenständige Arten anzusehen:
- Angophora bakeri subsp. crassifolia G.J.Leach, Syn.: Angophora crassifolia (G.J.Leach) L.A.S.Johnson & K.D.Hill, Eucalyptus crassifolia (G.J.Leach) Brooker.
- Angophora bakeri subsp. paludosa G.J.Leach, Syn.: Angophora paludosa (G.J.Leach) K.R.Thiele & Ladiges, Syn.: Eucalyptus palustris Brooker, Angophora bakeri C.C.Hall subsp. bakeri.